# Juan Manuel Noriega
Juan Manuel Noriega (Querétaro, 6 de mayo de 1869 - 28 de diciembre de 1958) fue un químico mexicano. Fue precursor de los estudios farmacéuticos en México, así como precursor en el estudio de la farmacopea en el país.En 1904, publicó su libro Historia de las Drogas.
Junto a José Donaciano Morales, Ricardo Caturegli y Roberto Medellín, fue uno de los primeros científicos mexicanos en abrir un laboratorio de análisis que dio servicio al público. Laboró en la Farmacia Nacional del Hospital General de México, en la Escuela de Salubridad y en el Departamento de Salubridad. Hacia 1915 logró la unión entre la Liga Nacional de Farmacéuticos y la Sociedad Farmacéutica Mexicana, dando origen a una nueva etapa en esta asociación y siendo su primer presidente. Estudió a uno de los precursores en México de las ciencias químicas y biológicas, José María Vargas.
Fue director de la Facultad de Ciencias Químicas de la Universidad Nacional Autónoma de México (UNAM) de 1927 a 1929.